# Serrat de Sant Isidre (la Quar)
El Serrat de Sant Isidre és una muntanya de 1.117 metres que es troba al municipi de la Quar, a la comarca catalana del Berguedà. Al cim podem trobar-hi l'ermita de Sant Isidre de la Quar.
Aquest cim està inclòs al llistat dels 100 cims de la FEEC

## Vèrtex geodèsic
Al cim podem trobar-hi un vèrtex geodèsic, de l'Institut Cartogràfic i Geològic de Catalunya, amb la referència 284092001. Està ubicat al sud-sud-oest de l'ermita de la Mare de Déu de la Quar, en un mirador. Aquest vèrtex hi va ser col·locat l'1 de novembre de 2010, i és un clau d'acer inoxidable amb la cabota formada per un tronc de piràmide de 4 centímetres de diàmetre superior i 3 centímetres de diàmetre inferior, situat sobre el paviment.